# Nelojalna konkurencija
Nelojalna konkurencija (nepoštena tržišna utakmica) je svaka radnja poslovnog subjekta učinjena u poslovnom nadmetanju koja je protivna dobrim poslovnim običajima i kojom se nanosi ili se potencijalno može naneti šteta konkurentu, potrošačima ili opštem društvenom interesu. To je je radnja trgovca usmerena protiv drugog trgovca kojom se krše kodeksi poslovnog morala, a naročito:
- Iznošenjem neistinitih i uvredljivih tvrdnji o drugom trgovcu
- Iznošenjem podataka o drugom trgovcu ili njegovoj robi ili usluzi, koji su usmereni na narušavanje ugleda i poslovanja tog trgovca
- Prodajom robe sa oznakama, podacima ili oblikom, kojima se opravdano stvara zabuna kod potrošača u pogledu izvora, kvaliteta i drugih svojstava te robe
- Sticanjem, korišćenjem i odavanjem poslovne tajne bez saglasnosti njenog imaoca, radi otežavanja njegovog položaja na tržištu
- Obećanje, odnosno davanje poklona veće vrednosti, imovinskih ili drugih pogodnosti drugim trgovcima, kako bi se njihovom davaocu obezbedila prednost u odnosu na konkurente

Nepoštena tržišna utakmica je zabranjena. Trgovac koji pretrpi štetu zbog radnje nepoštene tržišne utakmice, ima pravo na naknadu te štete. 
Potezi vezani za nelojalnu konkurenciju su obično u korelaciji sa prevarom, lošim međuljudskim odnosima, obmanom. Zakoni koji regulišu pojavu nelojalne konkurencije su namenjeni zaštiti potrošača i poslovnih subjekata i pomažu u prevenciji plasiranja ilegalne trgovine i usluga. Sprečavanjem nelojalne konkurencije žele se zaštititi ekonomska ulaganja preduzeća u cilju očuvanja imidža i razlikovanja proizvoda. Teži se očuvanju dobrih odnosa koje su preduzeća tokom vremena razvila sa potrošačima. 
U uporednom pravu, postoje tri sistema određivanja nelojalne konkurencije. Tako po prvom sistemu, sistemu generalne klauzule, navode se pojedina dela nelojalne utakmice, samo primera radi, a ne i taksativno. Ovakav sistem je proizišao iz odredaba Pariske konvencije za zaštitu industrijske svojine koja navodi da "akt nelojalne konkurencije predstavlja svaki akt konkurencije koji je protivan poštenim običajima u industriji i trgovini", a potom navodi neka dela nelojalne utakmice. Ovakav sistem generalne klauzule, pored našeg prava, prihvataju i nemačko, austrijsko i švajcarsko pravo.
Drugi sistem, određuje nelojalnu konkurenciju kao civilni delikt i to je sistem određenja nelojalne konkurencije sa istovetnim sankcijama kao u sistemu generalne klauzule. Ipak, između ova dva sistema (sistema generalne klauzule i sistema određenja) postoje razlike. Tako u prvom sistemu, sistemu generalne klauzule kod nelojalne konkurencije, krug zaštićenih subjekata je znatno veći, a kod sistema određenja nelojalne utakmice kao civilnog delikta, naknada štete dolazi u obzir samo prema oštećenom subjektu. Osim toga, kod sistema određenja nelojalne konkurencije kao civilnog delikta, zahteva se i nastanak štete, dok je kod sistema generalne klauzule dovoljna i mogućnost nastanka štete.
Treći sistem je sistem zabrane pojedinih delova nelojalne konkurencije koji su taksativno navedeni. To znači da se zabrana odnosi samo na ona dela nelojalne utakmice koju je zakonodavac izričito naveo. Isti sistem prihvaćen je u engleskom pravu. 

## Dela nelojalne konkurencije
Zakon o trgovini navodi neka dela nelojalne konkurencije koja se najčešće pojavljuju u privredno - pravnom prometu:
- Nelojalna reklama predstavlja takvo delo nelojalne konkurencije u kome se reklamiranje, oglašavanje ili nuđenje robe ili usluga obavlja navođenjem podataka ili upotrebom izraza kojim se stvara ili može stvoriti zabuna na tržištu, čime se određeni trgovac dovodi ili može dovesti u povoljniji položaj
- Ocrnjivanje je davanje, korišćenje i prenošenje negativnih podataka o drugom subjektu, njegovoj robi ili uslugama, u cilju njegovog omalovažavanja i diskreditovanja
- Davanje netačnih podataka o svojoj robi ili uslugama predstavlja obeležavanje robe namenjene prodaji oznakama ili podacima koji stvaraju ili mogu stvoriti zabunu u pogledu porekla, načina proizvodnje, količine, kvaliteta ili drugih svojstava
- Prikrivanje mana robe ili usluga, pojava da se na robi ili pri pružanju usluga ne upozorava kupac na mane koje roba ili usluga imaju
- Neovlašćena upotreba spoljnih obeležja druge kompanije je pojava da jedan poslovni subjekat bez dozvole ili pravnog osnova koristi spoljna obeležja drugog subjekta
- Neovlašćeno korišćenje tuđih poslovnih usluga je pojava koja postoji kada se nedozvoljeno prisvajaju tuđe poslovne veze i kontakti, pretpostavljajući da se radi o konkurentskoj organizaciji
- Podmićivanje, odnosno davanje ili obećavanje poklona, imovinske ili druge koristi u cilju postizanja preimućstva u poslovnom prometu na štetu drugog poslovnog subjekta
- Oglašavanje prividne rasporodaje ili prividnog sniženja cena robe ili vršenja druge slične radnje, kojom se kupac, odnosno potrošač dovodi ili može dovesti u zabludu u pogledu cena

## Elementi nelojalne konkurencije
- Nelojalnu konkurenciju čine samo određeni subjekti
- Da bi postojala nelojalna konkurencija, učinjeno delo mora se odnositi na poslovnu delatnost
- Da bi postojalo delo nelojalne konkurencije nužno je da je ono učinjeno u cilju nadmetanja, takmičenja poslovnih subjekata
- Ponašanje koje predstavlja suštinu nelojalne konkurencije mora biti u suprotnosti sa dobrim poslovnim običajima
- Kao poseban element pojma nelojalne konkurencije pojavljuje se štetna radnja ili radnja kojom bi se mogla naneti šteta drugim učesnicima u poslovnim odnosima
- Da bi postojalo ponašanje koje se može smatrati nelojalnom konkurencijom ono mora biti usmereno protiv zaštićenog lica

## Pravna priroda nelojalne konkurencije
Pravna priroda nelojalne konkurencije određuje se na različite načine u pravnoj teoriji. Postoje gledišta po kojem je nelojalna konkurencija zloupotreba prava ili preterana upotreba građansko - pravne slobode, zatim gledišta po kojima je nelojalna konkurencija (nelojalna utakmica) povreda nečijeg prava (bilo ličnog ili imovinskog prava), kao i treće gledište, po kojima je nelojalna utakmica civilni delikt posebne vrste.

## Neki posebni oblici nelojalne konkurencije u spoljnotrgovinskom poslovanju
Zakon o spoljnotrgovinskom poslovanju navodi neke oblike nelojalne konkurencije koji se posebno javljaju u spoljnotrgovinskom poslovanju. Tako se u smislu ovog Zakona pod nelojalnom utakmicom smatra da postoji kad:
- Isto preduzeće i drugo pravno lice ugovara izvoz robe i usluga po nižoj ceni od cene koju je drugo preduzeće i drugo pravno lice već ugovorilo za izvoz takve robe i usluga i time nanosi štetu tom preduzeću, odnosno drugom pravnom licu
- Preduzeće i drugo pravno lice preduzima radnju usmerene na raskidanje ugovora o spoljnotrgovinskom poslu zaključenom između drugog preduzeća, odnosno drugog pravnog lica i stranog lica ili radi sprečavanja, odnosno otežavanja zaključivanja takvog posla
- Preduzeće i drugo pravno lice u obavljanju spoljnotrgovinskog prometa neovlašćeno upotrebi ime, firmu, žig, oznaku ili drugo spoljno obeležje drugog preduzeća, odnosno drugog pravnog lica i time stvori ili može stvoriti zabunu na štetu tog preduzeća, odnosno drugog pravnog lica
- Preduzeće i drugo pravno lice u spoljnotrgoviriskom poslovanju daje podatke o drugom licu, odnosno preduzeću koji mogu biti štetni po ugled ili poslovanje tog pravnog lica, odnosno preduzeća
- Preduzeće i drugo pravno lice daje netačne podatke o poslu spoljnotrgovinskog prometa drugom preduzeću, odnosno drugom pravnom licu za čiji račun obavlja taj posao
- Preduzeće, drugo pravno lice, banka i organizacija za osiguranje na račun drugog preduzeća, drugog pravnog lica, banke i organizacije za osiguranje, obezbedi povoljniji položaj u obavljanju privrednih delatnosti u inostranstvu i time nanese štetu tom preduzeću, drugom pravnom licu, banci i organizaciji za osiguranje

## Nelojalna konkurencija po osnovu drugih zakona
Moguće je da i po osnovu drugih zakona budu predviđene odredene klauzule o zabrani nelojalne konkurencije. Tako se izmenama ranije važećeg Zakona o preduzeću predviđalo da preduzeće u skladu sa svojim aktom (dakle, na autonomnoj osnovi) zaključuje ugovor o uslovima pod kojima direktor i drugi radnici dok se nalaze u radnom odnosu, najduže do dve godine posle prestanka radnog odnosa, u tom preduzeću, ne mogu osnovati preduzeće koje bi obavljanjem delatnosti moglo prouzrokovati štetu preduzeću. Ovakvo isto pravilo bilo je predviđeno i za osnivanje konkurentskih radnji, pod uslovom da se tako zakonom predvidi. Radi se u oba slučaja o konkurentskoj klauzuli kojima se zabranjuje konkurencija između preduzeća, odnosno radnji na tržištu.
Sličnu klauzulu konkurencije ima i Zakon o preduzećima iz 1996. godine po kojoj član društva, komplementar komanditnog društva, član društva sa ograničenom odgovornošću i član uprave, nadzornog i izvršnog odbora direktora društva sa ograničenom odgovornošću, akcionarskog društva društvenog i javnog preduzeća, ne mogu imati takvo svojstvo, niti biti zaposleni, odnosno prokuristi u bilo kojem drugom preduzeću, odnosno drugom pravnom licu iste ili srodne delatnosti ili delatnosti koja bi bila konkurentna, niti mogu biti preduzetnici koji obavljaju takvu delatnost.
U slučaju, da napred navedeno lice prekrši klauzulu konkurencije, preduzeće može da izrekne prestanak radnog ili drugog ugovornog odnosa, iskljkučiti člana iz društva, zahtevati brisanje konkurentske delatnosti iz sudskog registra, kao i tražiti nadoknadu štete.
Osim navedenog, u propisima o radnim odnosima i ugovorima o zapošljavanju može se predvideti da radnik za vreme trajanja određenog radnog odnosa podatke koje saznaje za vreme svoga rada, koji predstavljaju poslovnu tajnu poslodavca, ne može takve iste podatke davati drugoj organizaciji, kod koje radi u dopunskom radnom odnosu, ako bi to za njegovog poslodavca predstavljalo nelojalnu konkurenciju u skladu sa zakonom. Ovakva zabrana se proteže i posle prestanka radnog odnosa, najčešće dve godine.
Sličnu zabranu čuvanja poslovne tajne predvida i naš Zakon o preduzećima koji predviđa da su radnici dužni da čuvaju poslovnu tajnu koju bilo na koji način saznaju (za ispravu ili podatak koji se smatra poslovnom tajnom) i da dužnost čuvanja poslovne tajne traje i po prestanku radnog odnosa radnika u preduzeću. Tu se predviđa obaveza radnika da čuvaju poslovnu tajnu koju saznaju u obavljanju poslova sa drugim preduzećima. Iz toga indirektno proizilazi da se poslovna tajna ne može koristiti u poslovnim odnosima sa drugim firmama i preduzećima i ista ne sme da se neovlašćeno prenosi konkurentskim firmama, jer bi se u tom slučaju i takvo prenošenje poslovne tajne moglo smatrati nelojalnom konkurencijom jedne firme prema drugoj firmi, odnosno jednog preduzeća prema drugom preduzeću.
Osim napred navedenih slučajeva, mogu se i na ugovornoj osnovi pojaviti određe zabrane konkurencije, zavisno od potreba i različitih situacija koje se pojavljuju u prometu roba i usluga. Tako na primer, može se pri zaključenju ugovora o zakupu predvideti odredba o zabrani izdavanja drugog lokala u istoj poslovnoj zgradi drugom zakupcu - konkurentu, koji obavlja istu delatnost i dr. Vrlo često u ovim ugovorima se, pored određivanja predmeta koji se odnose na zabranu konkurencije, mora predvideti i vreme toga dejstva, a ponekad i prostor.

## Spoljašnje veze
- Poslovno pravo